# Антипинское
Антипинское (устар. Антипкинское озеро) — проточное озеро на Северном Урале, в муниципальном округе Карпинск Свердловской области России. Находится в двух километрах к юго-востоку от посёлка Сосновка. Площадь — 2,1 км², уровень воды — 226,9 м. Площадь водосбора — 11,8 км². Озеро соединено рекой Антипинский Исток с рекой Турьёй (правый приток реки Сосьвы).
Антипинское озеро окружено смешанным лесом, южный и восточный берега заболочены. В озере водятся окунь, щука, гольян, карась.